# Royal Daring Tennis Hockey Club Molenbeek
De Royal Daring Tennis Hockey Club Molenbeek is een voormalige omnisportvereniging uit Sint-Jans-Molenbeek. De enige nog bestaande erfgenaam is de hockeyclub.

## Historiek
De fundamenten van de club werden in 1895 gelegd met de oprichting van voetbalclub Daring Brussel door een groep studenten in café "Tivoli" gelegen aan het Eugène Simonisplein te Koekelberg. In 1903 volgde de oprichting van een tennis- en vervolgens een atletiekafdeling. De club was aanvankelijk gevestigd op het plateau van Koekelberg, maar moest daar plaats ruimen voor de bouw van de Nationale Basiliek van het Heilig Hart, dewelke aanvingen op 12 oktober 1905 met de eerstesteenlegging door toenmalig koning Leopold II. De club verhuisde vervolgens naar de terreinen van Brussels Football Club (waarmee het in 1900 was gefusioneerd) te Jette, alwaar ze hun eerste landstitels in het voetbal behaalden (1912 en 1914). In juli 1914 berichtte SportWereld over plannen van de club om zich te vestigen in Sint-Jans-Molenbeek. Datzelfde jaar vond tevens het idee ingang om een hockeysectie op te richten, het zou echter omwille van de Eerste Wereldoorlog tot 1922 duren alvorens dit project gerealiseerd werd.
Ondanks dat de voetbalcompetitie tijdens de oorlogsjaren was stilgelegd, werd er door de club nog steeds gevoetbald. Onder meer ter ondersteuning van krijgsgevangenen. Er bevonden zich immers 37 Daring-spelers aan het front, waarvan er 29 het leven zouden laten. Onder hen sterspeler Edmond Van Cauwenbergh. Het terrein werd door de club aangekocht in juni 1917 voor 161.000 Belgische frank van baron Janssens en besloeg ongeveer 4 hectare. De eerste werkzaamheden vonden vervolgens plaats in juli 1918. De plannen van het complex omvatte onder meer twee voetbalvelden met tribunes, tennis- en hockeyvelden, een atletiekpiste, een zwembad en een buffetruimte en kleedruimtes. Toen de huurovereenkomst te Jette eind 1918 afliep, beschikte de club nog steeds niet over een speelveld en de bouw van de tribunes bleek een grote vertraging te hebben opgelopen omwille van een gebrek aan materialen en mankracht. De club was hierdoor genoodzaakt de meeste van zijn wedstrijden op verplaatsing te spelen. Zo werd er onder meer een wedstrijd tegen Beerschot VAC afgewerkt op de terreinen van van latere rivaal Anderlecht. Bij de hervatting van de voetbalcompetitie in het seizoen 1919-'20 - die voor Daring aanvatte met een wedstrijd tegen FC Brugge op 12 oktober 1919 - was de bouw van het complex nog steeds niet voltooid, evenals voor de derby in februari 1920 tegen Union Sint-Gillis. Op de officiële inhuldiging van het Daringstadion was het wachten tot 12 september 1920. Voor de gelegenheid werd er, in aanwezigheid van de prinsen Leopold en Karel, een match tegen Union gespeeld. Deze wedstrijd, die werd bijgewoond door circa 15.000 toeschouwers, werd met 2-1 in het voordeel van Daring beslecht. Het daaropvolgende seizoen behaalde de club haar derde landstitel.
Op 14 mei 1922 volgde de oprichting van de Daring-hockeyclub. Deze werd gevormd door studenten die aanvankelijk bij Red Star een team hadden uitgebouwd, alsook door spelers afkomstig van de "Foestraets-ploeg". Daarnaast sloten er leden uit de atletiek- en voetbalafdeling aan, alsook enkele spelers van Ling Universitas (een universitaire sportkring die was ontstaan in de nasleep van het hockeytoernooi georganiseerd tijdens de Wereldtentoonstelling van 1910 te Brussel). Vooral door deze laatstgenoemde groep zou later de rivaliteit met La Rasante ontstaan (alwaar eveneens voormalige spelers van deze ploeg actief waren). Voorzitter van de hockey-afdeling werd Edmond Lacroix, onder zijn leiding groeide het aantal hockeyers op enkele seizoenen aan tot een honderdtwintig tal. Het eerste seizoen zouden ze nog een veld delen met de lagere voetbalteams, maar het seizoen daaropvolgend kregen ze hun eigen terrein. Tegen het einde van het interbellum (1935) volgde vervolgens de bouw van een openluchtzwembad op de terreinen van Royal Daring Club. Het Solarium van Daring zou blijven bestaan tot 1950, waarna het opnieuw een voetbalveld werd.
In 1939 kreeg het voetbalstadion een nieuwe naam. Ditmaal werd het vernoemd naar Oscar Bossaert, toenmalig voorzitter (en ex-speler) van de voetbalclub en (liberale) burgemeester van Koekelberg. In 1965 vond er, in het kader van de Jaarbeursstedenbeker op de terreinen de eerste Europese wedstrijd plaats. Tegenstander was het Zweedse AIK Fotboll uit Solna nabij Stockholm. Na de fusie van de voetbalafdeling, die ondertussen was hernoemd naar Daring Molenbeek, met Racing White in 1973, wat leidde tot de oprichting van Racing White Daring Molenbeek (RWDM), werd het stadion wederom herdoopt. Ditmaal werd het vernoemd naar de toenmalige (socialistische) burgemeester van Sint-Jans-Molenbeek, Edmond Machtens. Deze naam draagt het stadion tot op heden. Na de stopzetting van RWDM in 2002 speelden achtereenvolgens FC Brussels en White Star Brussel er hun matchen. Sinds 2015 is het de thuis van het nieuwe RWDM.